# 米村镇
米村镇，是中华人民共和国河南省郑州市新密市下辖的一个乡镇级行政单位。

## 行政区划
米村镇下辖以下地区：
米村、宋村、下王村、孟庄村、方山村、于湾村、马寨村、慎窑村、范村、月寨村、贾寨村、朱家庵村、拐峪村、蔓菁峪村、白槐村、柿树湾村、杨岗村、茶庵村、杨寨沟村、金井沟村和温庄村。